# Bell UH-1Y Venom
Bell UH-1Y Venom (tudi Super Huey ali Yankee) je dvomotorni večnamenski vojaški helikopter ameriškega proizvajalca Bell Helicopter. Glavni uporabnik so Ameriški marinci (USMC)
UH-1Y bo zamenjal floto starejših UH-1N Twin Huey, ki so v uporabi že od 1970ih. Leta 1996 so Marinci začeli z modernizacijo starejših 100 UH-1N v UH-1Y in 180 AH-1W v AH-1Zs.Vendar so se leta 2008 odločili za izdelavo povsem novih helikopterjev AH-1Z Viper in UH-1Y. Slednja dva helikopterja ima enak repni del, motorje, rotorski sistem, avionika ind druge sisteme, vsega okrog 84% skupnih delov.

## Tehnične specifikacije
Podatki iz Bell UH-1Y guide, International Directory of Civil Aircraft
Splošne karakteristike
- Posadka: 1 ali 2 pilota
- Število sedežev: 10 potnikov ali  3020 kg tovora[12]
- Dolžina: 58 ft 4 in (17,78 m)
- Premer rotorja: 48 ft 10 in (14,88 m)
- Višina: 14 ft 7 in (4,5 m)
- Površina rotorjev: 1808 ft² (168,0 m²)
- Teža praznega letala: 11840 lb (5370 kg)
- Uporaben tovor: 6660 lb (3020 kg)
- Maks. vzletna teža: 18500 lb (8390 kg)
- Pogon letala: 2 ×  turbogredni motor General Electric T700-GE-401C, 1828 KM (največ 2,5 minuti); 1546 KM kontinuirano (1360 kW (največ 2,5 minuti);  1150 kW kontinuirano)  vsak

 Zmogljivost 
- Neprekoračljiva hitrost: 198 vozlov (227 mph, 366 km/h)
- Maks. hitrost: 164 vozlov (189 mph, 304 km/h)
- Potovalna hitrost: 158 vozlov, 182 mph, 293 km/h (potovalna hitrost za dolgi dolet 135 vozlov, 155 mph, 250 km/h)
- Bojni radij: 130 nmi (150 mi, 241 km) with 2182 lb, 990 kg tovor
- Trajanje leta: 3,3 ure
- Višina leta: 20000+ ft (6100+ m)
- Hitrost vzpenjanja: 2520 ft/min (12,8 m/s)

Oborožitev

- 2 zunanja nosilva za 70 mm (2,75 in) rakete Hydra 70 ali APKWS II[13] rockets
- 2 nosilci za 7,62 mm M240 strojnico, .50 BMG GAU-16/A ali 7,62 mm GAU-17/A Gatlingov top